# Love hotel

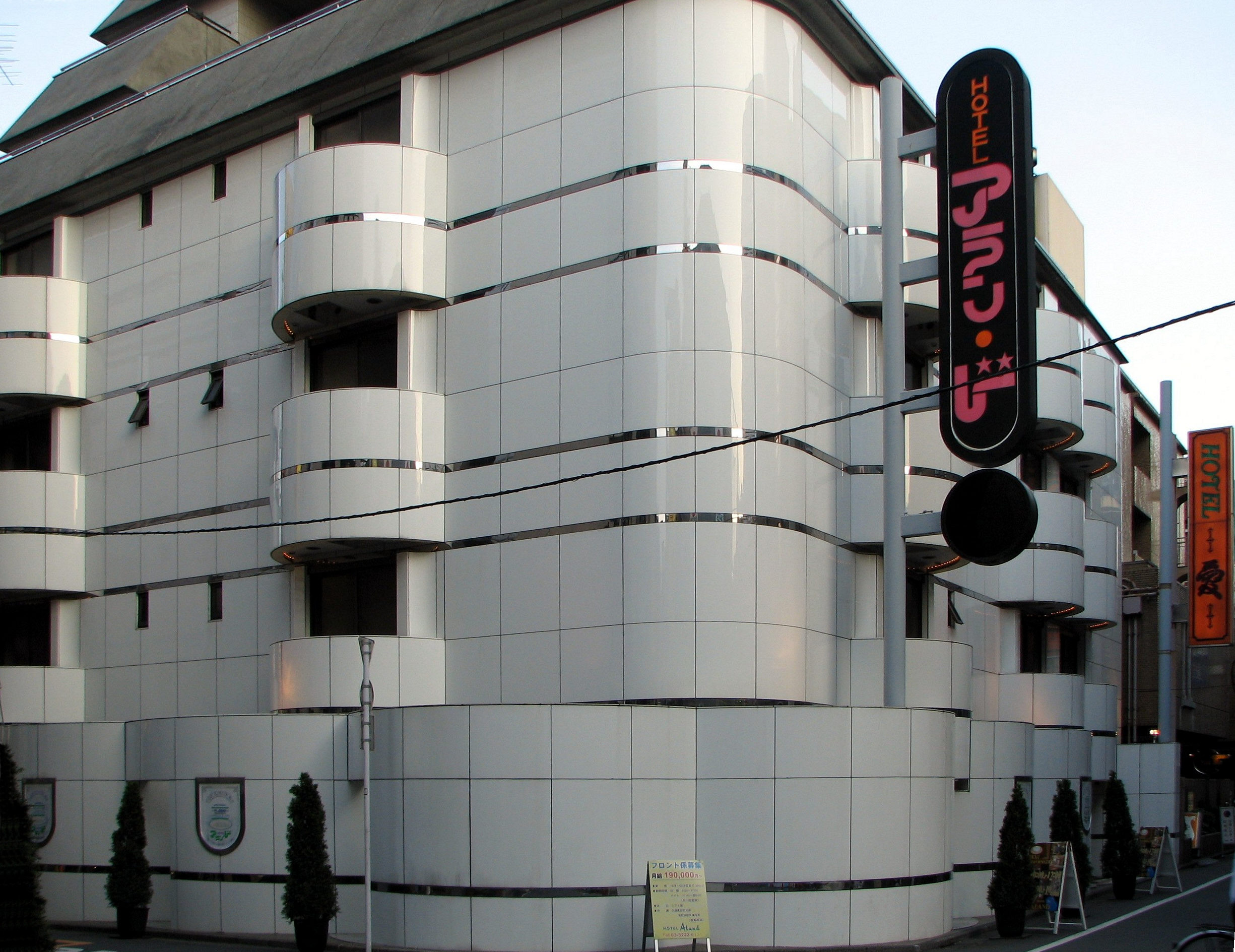
Un love hotel a Kabukichō, quartiere a luci rosse di Tokyo

I love hotel (ラブホテル?, Rabu hoteru) sono alberghi che consentono di restare in stanza sia per qualche ora (opzione denominata "rest"), sia per una notte intera (opzione denominata "stay"). Sono molto diffusi negli Stati asiatici come la Corea del Sud, Taiwan, Hong Kong e soprattutto in Giappone.
All'entrata dei love hotel ci si trova davanti a un pannello luminoso in cui si vedono le fotografie delle camere e il relativo prezzo per le due opzioni "rest" e "stay". È sufficiente premere il tasto corrispondente alla camera che si desidera, ritirare la chiave o un biglietto e salire in stanza.
A seconda dell'hotel si può pagare direttamente in camera tramite un sistema automatico, oppure prima di lasciare l'hotel alla reception.

## Privacy
La privacy nei love hotel è pressoché totale. Non vengono richiesti documenti per prenotare e non si vede mai in faccia chi sta alla reception, dato che sia per pagare sia per chiedere eventuali informazioni si parla attraverso un vetro schermato.
Tutto questo fa dei love hotel il posto perfetto per le coppie che desiderano un luogo sicuro e tranquillo per avere rapporti sessuali.